# Eufemia Álvarez del Castillo
Eufemia Álvarez del Castillo, nació en La Habana, Cuba, el 16 de agosto de 1943. Cursó estudios de Dibujo comercial en la Escuela de Diseño de La Habana, CUBA y en la Nobel Academy de EEE.UU.
A partir de 1980 forma parte de la Unión de Escritores y Artistas de Cuba (UNEAC).

## Exposiciones colectivas
Ha participado desde 1970 en exposiciones colectivas como:
- El II Salón Nacional de Carteles 69/70 “26 de Julio”. Pabellón Cuba, La Habana.
- En 1971 "Cubaanse Affiches" Stedelijk Museum, Ámsterdam, HOLANDA.
- III Salón Nacional de Carteles 70/71 “26 de Julio”. Pabellón Cuba, La Habana, CUBA
- "Affiches Cubaines" Musée d’Art et d’Industrie, París, FRANCIA.
- En 1985 estuvo presente en el Salón de Artes Plásticas UNEAC 1985 Museo Nacional de Bellas Artes, La Habana.

En 1981 obtuvo Mención en Gráfica Militante (Cartel). II Bienal Internacional de Humorismo, San Antonio de los Baños, La Habana, CUBA
- Datos: Q5850308